# Tân ngữ
Tân ngữ hay Túc từ là thành phần thuộc vị ngữ trong câu. Tân ngữ thường đi sau động từ, liên từ hoặc giới từ, biểu đạt ý nghĩ của người hoặc vật chịu sự tác động của động từ, giới từ đứng trước nó hoặc biểu đạt mối liên kết giữa các tân ngữ với nhau thông qua liên từ. Trong một câu có thể có một hoặc nhiều tân ngữ, nó có thể nằm ở giữa câu hoặc cuối câu, có thể là một từ hoặc một cụm từ. Chẳng hạn:
Thì hiện tại đơn: S + V(s/es) + O
Thì hiện tại tiếp diễn: S are/am/is + O